# 第12回宝塚記念
1971年5月30日に阪神競馬場で行われた第12回宝塚記念について詳細を記述する。
- なお、馬齢については当時の表記方法（数え年）とする。

## レース施行時の状況
この年から外国産馬に門戸が開放された。前年の春の天皇賞馬リキエイカン、秋の天皇賞馬メジロアサマ、この年の天皇賞馬メジロムサシ、さらに大レースで好走実績のあるオオクラとスピーデーワンダーが出走し、ドリームレースに相応しい陣容となった。

## 出馬表
芝2200メートル 天候・晴 馬場状態・良
| 枠番 | 馬番 | 競走馬名           | 性齢 | 騎手       | オッズ    | 調教師     |
| ---- | ---- | ------------------ | ---- | ---------- | --------- | ---------- |
| 1    | 1    | メジロムサシ       | 牡5  | 横山富雄   | 3人(5.7)  | 大久保末吉 |
| 2    | 2    | リキエイカン       | 牡6  | 田島日出雄 | 6人(22.5) | 柏谷富衛   |
| 3    | 3    | メジロアサマ       | 牡6  | 池上昌弘   | 1人(3.3)  | 保田隆芳   |
| 4    | 4    | オオクラ           | 牡6  | 目野哲也   | 7人(25.8) | 内藤繁春   |
| 5    | 5    | スピーデーワンダー | 牡6  | 岡部幸雄   | 2人(4.3)  | 富田六郎   |
| 6    | 6    | ケイタカシ         | 牡7  | 池江泰郎   | 4人(10.2) | 浅見国一   |
| 7    | 7    | シュンサクリュウ   | 牡5  | 飯田明弘   | 5人(11.2) | 小林稔     |
| 8    | 8    | ヒロシゲ           | 牡5  | 福永洋一   | 8人(60.2) | 武田文吾   |

## レース展開
レースはメジロムサシが正面2ハロンを無理せず7番手に付け、2コーナーを回ってスルスルと上がり外の3番手。4コーナーでメジロアサマがケイタカシに並びかけるや、ムサシもすかさず追撃開始。直線追いづめで1ハロン過ぎでアサマに馬体を合わすと、ゴール前では押して押して押しまくり遂にクビ差優る。アサマは負けてもやはり強く、素早く先行するケイタカシの直後に付けて思い通りのレース運びとなる。4コーナーでケイタカシに並びかけ、後で抜け出したところ、ムサシに馬体を合わされデッドヒートの末敗れた。スピーデーワンダーは6、7番手から、直線に入りシュンサクリュウと共にヒロシゲを捕まえ、あと1ハロンから両馬を振り切ってケイタカシを捕まえる。ケイタカシはうまく先行ペースに乗せたものの、直線の追い合いで歯が立たなかった。
メジロの2頭の一騎打ちで「メジロ記念」が実現し、関東馬が3着まで独占した。
この競走の映像（関西テレビ放送の中継の映像を収録したもの）は、1995年10月20日にポニーキャニオンより発売された「中央競馬GIシリーズ 宝塚記念史」に収録されている。この競走映像での杉本清によるナレーションでも「メジロ記念」と称されている。

## レース結果
| 着順 | 枠番 | 馬番 | 競走馬名           | 着差     |
| ---- | ---- | ---- | ------------------ | -------- |
| 1    | 1    | 1    | メジロムサシ       | 2分17秒3 |
| 2    | 3    | 3    | メジロアサマ       | アタマ   |
| 3    | 5    | 5    | スピーデーワンダー | 3馬身    |
| 4    | 6    | 6    | ケイタカシ         | 1/2      |
| 5    | 8    | 8    | ヒロシゲ           | アタマ   |
| 6    | 7    | 7    | シュンサクリュウ   | アタマ   |
| 7    | 4    | 4    | オオクラ           | 4馬身    |
| 8    | 2    | 2    | リキエイカン       | 2馬身    |

### 払戻
| 単勝式   | 1   | 420円 |
| 複勝式   | 1   | 140円 |
| 複勝式   | 3   | 120円 |
| 複勝式   | 5   | 140円 |
| 連勝複式 | 1-3 | 380円 |